# Ernst Abbe
Ernst Karl Abbe (23 tháng 1 năm 1840 - 14 tháng 1 năm 1905) là nhà vật lý, nhà thiên văn học, doanh nhân người Đức. Năm 1872, Abbe gặp Carl Zeiss. Nỗ lực của họ kết hợp dẫn đến việc khám phá ra điều kiện sine. Theo lý thuyết, điều kiện sine có thể cải thiện cách chế tạo thấu kính rất nhiều. Tuy nhiên, loại kính đủ chắc để thực hiện thử nghiệm lại không tồn tại vào thời điểm đó. Sau đó Abbe gặp Otto Schott, một nhà hóa học thủy tinh 30 tuổi người mới vừa nhận bằng tiến sĩ. Họ hợp tác và không lâu sau đã sản xuất ra một loại thủy tinh mới vào năm 1886 có thể đáp ứng hoàn toàn cho điều kiện sine của Abbe. Loại thủy tinh mới này đã đưa ra một mục tiêu mới cho kính hiển vi: độ tán xạ (apochromaticoften - thường được viết gọn là 'apo'). Zeiss đã sử dụng ngâm nước để tạo ra kính ngắm bù sáng cho ra ảnh với sai sắc thấp hoặc hầu như không có sai sắc. Năm 1873, Abbe nêu ra một lý thuyết chi tiết của sự tạo ảnh trong kính hiển vi. Ông liên hệ bước sóng của ánh sáng dùng để chiếu sáng và khe hở của kính hiển vi với khả năng phân giải các cấu trúc nhỏ trong các mẫu vật hiển vi. Năm 1876, trong khi làm thí nghiệm với các hiệu ứng nhiễu xạ trên sự tạo ảnh, ông phát hiện nếu điều chỉnh toàn bộ quang sai của thấu kính thì độ phân giải gần bằng giá trị của độ phân giải lý thuyết cực đại. Ông đề xuất các lý thuyết khác nhau để cải tiến các kính hiển vi đương thời. Vào năm 1878, ông cùng với Zeiss chế tạo vật kính nhúng dầu cải tiến. Ngoài ra, cả Abbe, Zeiss và Schott đều lập ra Carl Zeiss AG, một trong những công ty sản xuất quang cụ lâu đời nhất thế giới. Cuộc đời của cả ba còn được kể lại qua các hiện vật tại Bảo tàng Quang học Jena. Ngoài ra, ông còn là bạn, là thầy của Gottlob Frege. Khi dạy Frege, Abbe giảng về lý thuyết trọng trường, điện sinh lý học và điện động học, giải tích phức của hàm số phức, ứng dụng của vật lý, một số phân ngành chọn lọc của cơ học và cơ học chất rắn. Abbe là một người bạn đáng tin cậy. Ông là giám đốc của nhà máy quang học Carl Zeiss AG, vị trí mà nhờ đó, ông nâng đỡ sự nghiệp của Frege. Sau khi Frege tốt nghiệp, họ trao đổi thư từ gần gũi hơn. Tên của Abbe được dùng để đặt cho tiểu hành tinh 5224 Abbe.